# Grammitis cryptophlebia
Grammitis cryptophlebia är en stensöteväxtart som först beskrevs av Bak., och fick sitt nu gällande namn av Edwin Bingham Copeland. Grammitis cryptophlebia ingår i släktet Grammitis och familjen Polypodiaceae. Inga underarter finns listade.